# Living Off Xperience
Living Off Xperience è il quarto album in studio del gruppo musicale statunitense The LOX, pubblicato nel 2020.

## Tracce
1. Gave It to ‘Em – 3:57
2. Move – 3:50
3. Bout Shit (featuring DMX) – 4:21
4. Testify – 4:25
5. Miss You (featuring T-Pain) – 3:56
6. Story – 4:27
7. Do to Me (featuring Jeremih) – 3:36
8. Come Back – 3:56
9. Think of the LOX (featuring Westside Gunn & Benny the Butcher) – 4:50
10. My America (featuring Oswin Benjamin) – 6:13
11. Net Worth – 2:04
12. Dirty Dirty (featuring Clay Dub) – 3:19
13. Commitment (featuring Dyce Payne) – 3:56
14. Loyalty & Love – 4:04